# 贝尔维尔 (塞纳省)
贝尔维尔（法語：Belleville，法語發音：[bɛlvil] ⓘ；又称美丽城）是法国原塞纳省的一个旧市镇，是今巴黎同名街区美丽城的前身。1859年，《巴黎边界扩大法令》颁布，贝尔维尔与市镇格勒内勒、拉维莱特和沃日拉尔整体并入巴黎，次年生效。

## 地理
贝尔维尔（48°51'56"N, 2°23'24"E）位于今法国法蘭西島大區巴黎市第十九区和二十区，原属于塞纳省。
与贝尔维尔接壤的市镇（或旧市镇、城区）包括：拉维莱特、勒普雷圣热尔韦、巴尼奥莱、沙罗讷、原巴黎第五区、原巴黎第六区、原巴黎第八区、巴黎。
贝尔维尔的时区为UTC+01:00、UTC+02:00（夏令时）。

贝尔维尔在原塞纳省的位置

## 人口
贝尔维尔于1856年时的人口数量为57699人。